# Parkinsonita
La parkinsonita és un mineral de la classe dels halurs. Anomenat així pel col·leccionista i venedor de minerals Reginald F. D. Parkinson, qui va trobar el mineral.

## Classificació
Segons la classificació de Nickel-Strunz, la parkinsonita pertany a «03.DB: Oxihalurs, hidroxihalurs i halurs amb doble enllaç, amb Pb, Cu, etc.» juntament amb els següents minerals: rickturnerita, diaboleïta, pseudoboleïta, boleïta, cumengeïta, bideauxita, cloroxifita, hematofanita, asisita, murdochita i yedlinita.

## Característiques
La parkinsonita és un halur de fórmula química Pb₇MoO9Cl₂. Cristal·litza en el sistema tetragonal. La seva duresa a l'escala de Mohs és 2 a 2,5.

## Formació i jaciments
S'ha descrit a Arizona (Estats Units) i a Anglaterra. S'ha descrit en fractures i porositat tipus vuggy en carbonats associats a òxids de ferro i manganès. S'ha descrit associada a mendipita, cloroxifita, diaboleïta, cerussita, paralaurionita, wulfenita, òxids de manganès i calcita.